# Nicole Johnson (Miss America)
Pour les articles homonymes, voir Nicole Johnson.
Nicole Johnson (née le 9 janvier 1974 à St. Petersburg en Floride) est une écrivaine américaine, couronnée Miss Virginia (en) 1998, puis Miss America 1999. Elle est également une militante pour la lutte contre le diabète et membre de la American Diabetes Association (en).

### Source de la traduction
- (en) Cet article est partiellement ou en totalité issu de l’article de Wikipédia en anglais intitulé « Nicole Johnson (Miss America) » (voir la liste des auteurs).